# Ryszard Bosek
Ryszard Bosek   (Kamienna Góra, 12 d'abril de 1950) és un jugador de voleibol polonès, ja retirat, que va competir entre les dècades de 1960 i 1980.
El 1972 va prendre part en els Jocs Olímpics d'Estiu de Múnic, on fou novè en la competició de voleibol. Quatre anys més tard, als Jocs de Mont-real, va guanyar la medalla d'or en la competició de voleibol. El 1980, a Moscou, disputà els seus tercers, i darrers, Jocs Olímpics, sent quart en la competició de voleibol.
Entre 1969 i 1986 fou 359 vegades internacional per Polònia. En el seu palmarès també destaquen una medalla d'or al Campionat del Món de voleibol de 1974 i tres medalles de plata al Campionat d'Europa de voleibol, el 1975, 1977 i 1979. A nivell de clubs jugà al AZS AWF Warsaw (1969-1973); el Płomień Milowice (1973-1980), amb qui guanyà dues lligues (1977 i 1979) i una Copa de Campions (1978); i el Pallavolo Padova (1980-1985).
Una vegada retirat exercí d'entrenador de nombrosos equips, com ara el Pallavolo Padova, Płomień Milowice, AZS Częstochowa, Jastrzębski Węgiel i la selecció nacional polonesa.